# 日本枪乌贼
日本枪乌贼（学名：Loliolus japonica）为枪乌贼科拟枪乌贼属的动物，俗名墨鱼仔、子乌、笔管。分布于日本群岛海域，包括渤海、黄海、东海等海域，生活环境为海水，常生活于浅海。该物种的模式产地在日本横滨。